# Covered Market, Oxford
Covered Market är en täckt saluhall och butiksgalleria i Oxford, England, belägen mellan High Street och Market Street i den centrala delen av den historiska innerstaden. 
Byggnaden uppfördes 1772–1774 efter ritningar av John Gwynn. Marknaden ägs av Oxfords stad, och det uttalade syftet med marknaden var att få bort livsmedelshandeln från stadens gator och förbättra hygienen. Omkring hälften av butikerna utgörs av livsmedelsstånd, huvudsakligen tillhörande lokala småföretag, då stadens policy är att i första hand hyra ut till oberoende småaktörer.